# HSH Nordbank
Pour les articles homonymes, voir HSH.
Hamburg Commercial Bank (ex HSH Nordbank) est une banque allemande dont le siège est situé à Hambourg et à Kiel. 

## Histoire
La banque a été créée lors de la fusion de la Hamburgische Landesbank et de la Landesbank Schleswig-Holstein en 2003. 
La crise des subprimes de 2007 a fortement frappé la banque qui a dû enregistrer des pertes notamment en 2008, et qui a dû être recapitalisée par ses principaux actionnaires, les États de Hambourg et le Schleswig-Holstein. Au bord de la faillite, la HSH Nordbank doit mettre en place un plan de sauvetage, à l'aide des pouvoirs publics, de 13 milliards d'euros débloqué en 2009 . En février 2018, Kiel et Hambourg cèdent leur participation de 94,9 % dans la banque à une série d'investisseurs : l'américain J.C Flowers, qui détient déjà 5 % de l'institut, et le fonds américain  Cerberus, déjà présent au capital de Deutsche Bank et Commerzbank, obtiennent à eux deux environ 75 % du capital de HSH Nordbank. Le reste est partagé entre l'autrichien Bawag, le londonien Centaurus Capital et l'américain GoldenTree.
Elle décide en 2019 de supprimer 700 emplois sur un total de 1700, une mesure intervenant peu de temps après son rachat par des investisseurs privés.

## Activité
Son activité est centrée sur le financement des entreprises et le financement de projets à l'international. Depuis sa création, la banque s'est spécialisée  dans le financement des énergies renouvelables, le financement des activités de transport naval et le secteur immobilier. HSH Nordbank figure en 2009 au second rang mondial des arrangeurs de financements internationaux dans les énergies renouvelables.